# Trip Switch
"Trip Switch" is een single van de Britse alternative rock band Nothing But Thieves. Het is geproduceerd door Julian Emery en kwam uit als single van het gelijknamige album van de band op 18 juni 2015. Het nummer werd ook gebruikt in de voetbalgame FIFA 16.

## Videoclip
De bijhorende videoclip verscheen op 1 juli 2015.

## Hitnoteringen

### Nederlandse Top 40
| Hitnotering: 05-12-2015 t/m 12-12-2015 | Hitnotering: 05-12-2015 t/m 12-12-2015 | Hitnotering: 05-12-2015 t/m 12-12-2015 | Hitnotering: 05-12-2015 t/m 12-12-2015 |
| Week:                                  | 1                                      | 2                                      |                                        |
| -------------------------------------- | -------------------------------------- | -------------------------------------- | -------------------------------------- |
| Positie:                               | 38                                     | 35                                     | uit                                    |

### 3FM Mega Top 50
| Hitnotering: 05-12-2015 t/m 12-12-2015 | Hitnotering: 05-12-2015 t/m 12-12-2015 | Hitnotering: 05-12-2015 t/m 12-12-2015 | Hitnotering: 05-12-2015 t/m 12-12-2015 | Hitnotering: 05-12-2015 t/m 12-12-2015 |
| Week:                                  | 1                                      | 2                                      | 3                                      |                                        |
| -------------------------------------- | -------------------------------------- | -------------------------------------- | -------------------------------------- | -------------------------------------- |
| Positie:                               | 44                                     | 38                                     | 39                                     | uit                                    |